# Піст протягом Рамадану
Піст протягом Рамадану (араб. صوم رمضان‎, саум рамадан) — обов'язковий для мусульман піст, що триває протягом місяця Рамадан (дев'ятого місяця ісламського місячного календаря), щодня від світанку до заходу сонця. Піст вимагає утримання від сексу, їжі, пиття та куріння. Піст у місяць Рамадан став обов'язковим (ваджиб) протягом місяця Шаабан, на другий рік після того, як мусульмани переселилися з Мекки до Медіни. Пост протягом місяця Рамадан є одним із п'яти стовпів ісламу.

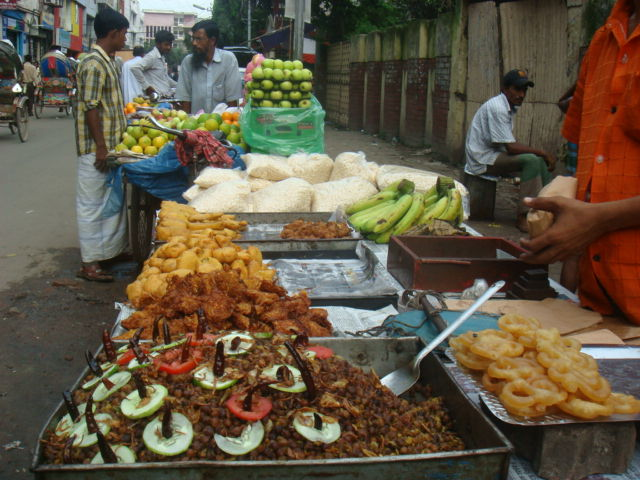
Під час перерви в піст (іфтар) продавці їжі продають делікатеси на базарі в Бангладеш

## Коран
Піст протягом місяця Рамадан конкретно згадується в чотирьох віршах Корану:
О ви, хто увірували! Піст приписаний вам, як приписаний був тим, що були до вас, щоб ви навчилися стриманості.
 — Сура Аль-Бакара 183

(Постіть) визначену кількість днів; якщо ж хто з вас хворий або в дорозі, то визначену кількість (слід відкласти) на кілька днів пізніше. Для тих, хто може це робити (з труднощами), це викуп, годування вбогого. А хто дасть більше, з власної волі,- краще для нього. І вам краще постити, коли б ви тільки знали.
 — Сура Аль-Бакара 184

Рамадан — це місяць, в якому Коран був явлений як керівництво для людства з чіткими доказами керівництва і вирішальним авторитетом. Тож хто присутній у цьому місяці, нехай постить. А хто хворіє або перебуває в дорозі, нехай постить рівну кількість днів після Рамадану. Аллах бажає вам полегшення, а не труднощів, щоб ви завершили встановлений термін і проголосили велич Аллага за те, що Він веде вас, і, можливо, ви будете вдячні за це.
-Сура Аль-Бакара 185

Вам дозволено мати інтимні стосунки з вашими дружинами протягом ночей, що передують посту. Ваші дружини — це одяг для вас, як і ви для них. Аллах знає, що ви обманювали самі себе. Тому Він прийняв ваше покаяння і помилував вас. Тож тепер ви можете бути близькі з ними і прагнути того, що приписав вам Аллах. Можеш їсти і пити, поки не побачиш світло світанку, що розбиває темряву ночі, а потім завершити піст до настання темряви. Не вступайте в інтимні стосунки з дружиною чи чоловіком під час медитації в мечеті. Це межі, встановлені Аллахом, тож не переступайте їх. Так Аллах робить Свої одкровення зрозумілими для людей, щоб вони пам'ятали про Нього.
-Сура Аль-Бакара 187

## Заборони під час Рамадану
У період між світанком (фаджр) і заходом сонця (магріб) забороняється їсти, пити та займатися сексуальними контактами. Піст вважається актом глибоко особистого поклоніння, в якому мусульмани прагнуть підвищити рівень близькості до Бога. Це допомагає їм визнати Аллаха джерелом усього необхідного.
Під час Рамадану мусульмани також повинні докладати більше зусиль, щоб слідувати вченню ісламу, утримуючись від насильства, гніву, заздрощів, жадібності, похоті, гнівних/саркастичних реплік, пліток, і повинні намагатися ладнати один з одним краще, ніж зазвичай. Вони повинні уникати всіх непристойних і нерелігійних стимулів, оскільки чистота думок і вчинків є важливою. Це допомагає їм розвивати вищу свідомість пам'яті про Аллаха.

### Винятки

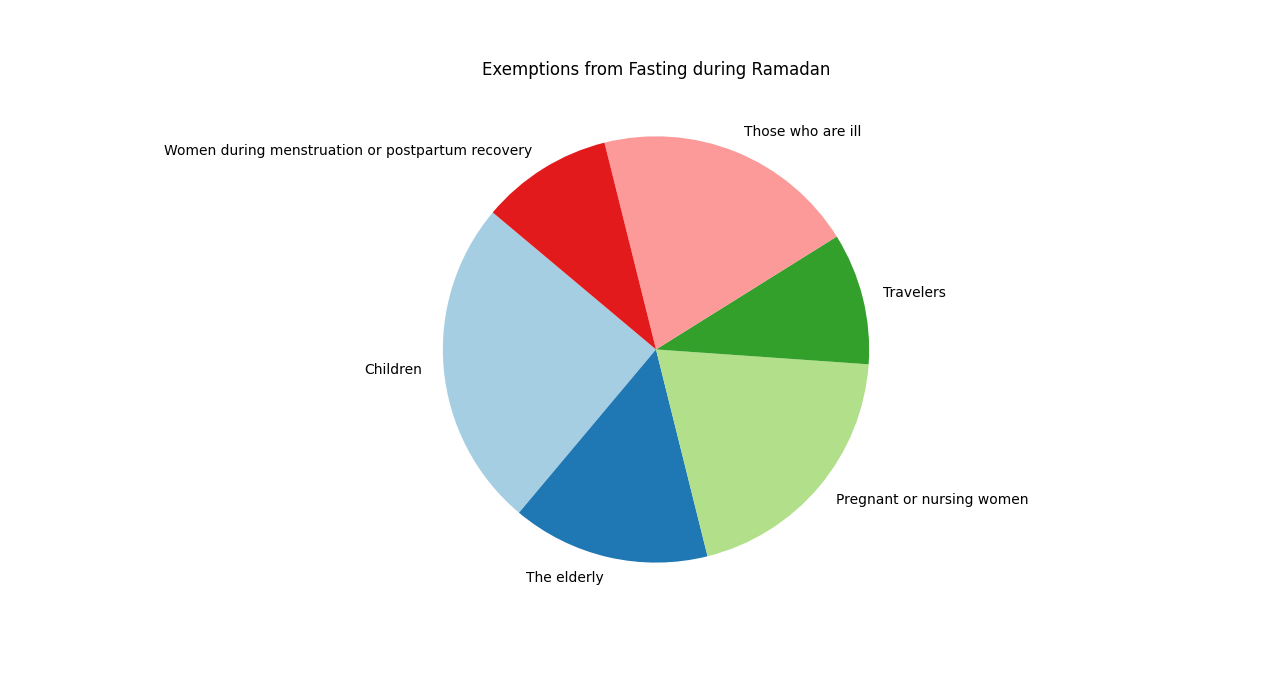
Категорії осіб, які мають звільнення від посту під час Рамадану

Попри те, що піст у Рамадан є фардом (обов'язковим), винятки робляться для осіб в особливих обставинах. Піст під час Рамадану не є обов'язковим для кількох груп, для яких це було б надто проблематично, серед них люди із захворюваннями.
Не зобов'язані поститися діти до статевого дозрівання, хоча деякі вирішують це зробити, а деякі маленькі діти постять півдня, щоб потренуватися. Якщо статеве дозрівання затримується, після певного віку голодування стає обов'язковим для чоловіків і жінок. Зазвичай не очікується голодування від діабетиків, годувальниць або вагітних жінок. За хадисом, дотримання посту в Рамадан заборонено жінкам у період менструації.
Інші люди, для яких зазвичай вважається прийнятним не дотримуватися посту, — це ті, хто перебуває в бою, і мандрівники, які мають намір провести понад п'ять днів поза домом або подолати відстань понад 50 миль. Якщо обставини, що перешкоджають дотриманню посту, тимчасові, то людина зобов'язана відшкодувати пропущені дні після закінчення місяця Рамадан і до настання наступного Рамадану. Якщо ж обставина постійна або присутня протягом тривалого часу, можна компенсувати її, нагодувавши нужденну людину за кожен пропущений день.
Якщо людина не підпадає під жодну категорію звільнення і порушує піст через забудькуватість, піст все одно залишається в силі. Навмисне порушення посту анулює його, і людина повинна відшкодувати весь день пізніше. Після Рамадану треба або постити 60 днів, або нагодувати 60 нужденних (згідно з ханафітською школою) і постити ще один день додатково.
Під час спалаху поліомієліту в Сомалі у 2013 році деяким групам гуманітарних працівників було надано звільнення від пероральної вакцини проти поліомієліту.
Інші винятки включають:
- Літня людина, яка фізично не в змозі поститися. За кожний пропущений день вони повинні пожертвувати суму, яка дорівнює раціону нормальної людини, якщо вони мають фінансову можливість.
- Серйозна хвороба; дні, втрачені через хворобу, доведеться надолужувати після одужання.
- Ті, хто має розумові відхилення, яких достатньо, щоб затьмарити судження.[4]

## Порушення посту

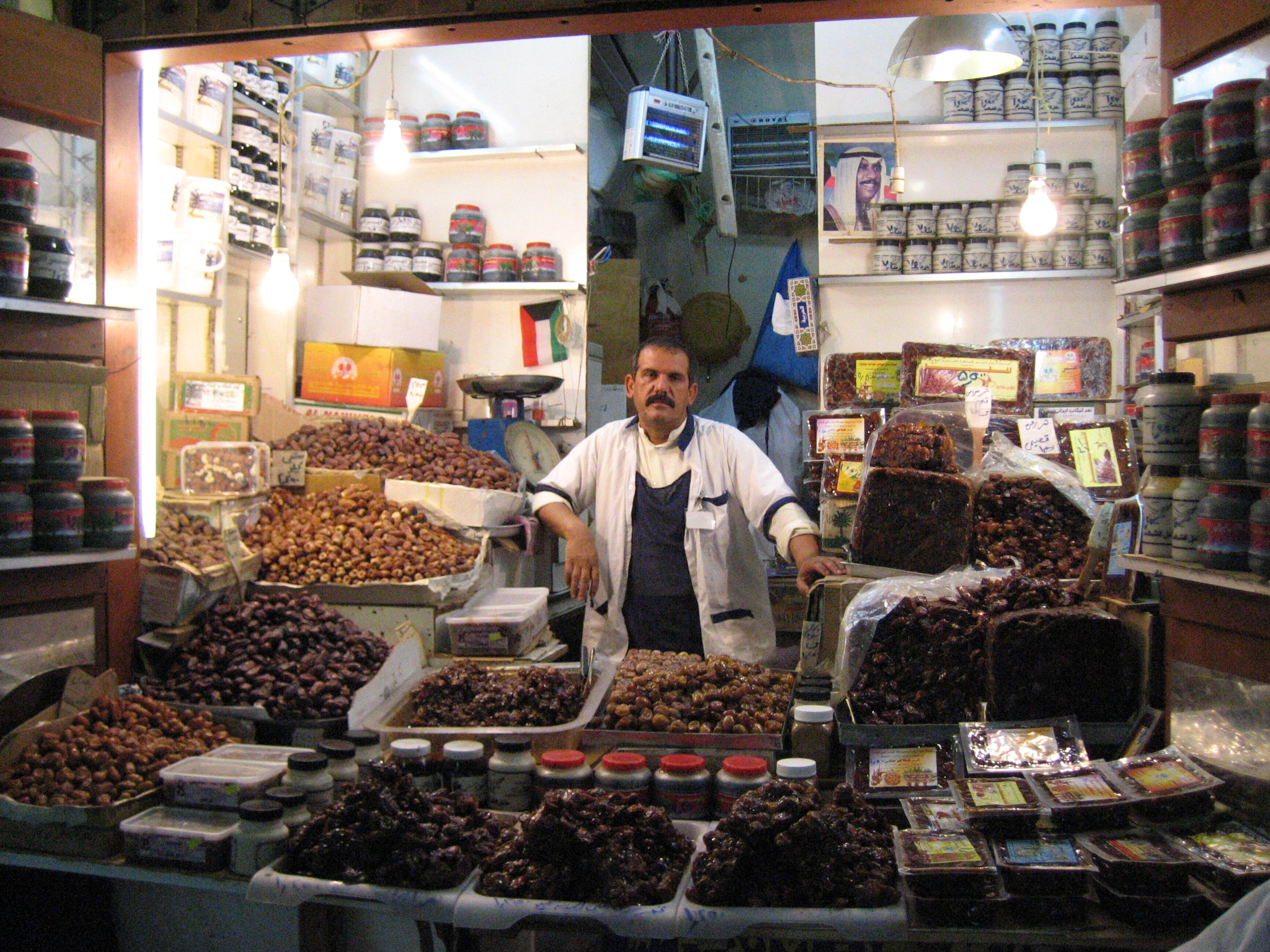
Мусульмани традиційно переривають піст фініками (як ті, що продаються в Кувейті), як це було записано в традиції (Сунна) Магомета.

Після заходу сонця багато мечетей нададуть іфтар (буквально: сніданок), щоб громада прийшла і завершила свій денний піст в цілому. Також зазвичай такі обіди відбуваються в мусульманських столових. Порушують піст датою (якщо це можливо) за традицією Магомета або водою.

## Рамадан Іфтар Дуа
Рамаданський піст порушується читанням іфтар дуа:
ذَهَبَ الظَّمَأُ وَابْتَلَّتِ الْعُرُوقُ وَثَبَتَ الأَجْرُ إِنْ شَاءَ اللَّهُ
Захаба-з-зама'у ва-бталляти-ль-‘уруку ва-сабата-ль-аджру ін ша'а-Ллаху.
Дослівно: «Спрага минула, артерії зволожені, і нагорода неминуча, якщо на те буде воля Аллаха».

## Вплив на здоров'я
Пост у Рамадан безпечний для здорових людей за умови, що загальне споживання їжі та води є достатнім, але тим, хто має захворювання, слід звернутися до лікаря, якщо у них виникли проблеми зі здоров'ям до або під час посту. Період голодування зазвичай асоціюється зі значною втратою ваги як у чоловіків, так і у жінок, хоча вага зазвичай повертається без подальших змін способу життя.
Огляд літератури, проведений іранською групою, припустив, що голодування під час Рамадану може призвести до пошкодження нирок у пацієнтів із помірною (ШКФ <60 мл/хв) або тяжкою хворобою нирок, але не завдає шкоди пацієнтам із хорошою функцією трансплантованої нирки або більшості пацієнтів з утворенням каменів. Крім того, було припущено, що піст у Рамадан може збільшити ризик запалення слинних залоз.
Психологічні наслідки посту під час Рамадану також досліджували. В одному дослідженні тих, хто постив під час Рамадану, попросили виконати завдання на когнітивне гальмування під час і після Рамадану, оцінюючи час і точність їхньої реакції. Перед початком виконання завдання половині учасників поставили кілька запитань про їжу (з нагадуванням про їжу), а іншій половині — про власність у різний час (контрольна група). Результати показали, що учасники, яким нагадували про їжу, були повільнішими й менш точними під час Рамадану, ніж після Рамадану. Учасники контрольної групи, однак, виконували завдання однаково протягом усього часу. Дослідники вивчили, чи змінювалася продуктивність під час Рамадану залежно від часу останнього приймання їжі. Вони виявили, що протягом перших кількох годин після останнього приймання їжі (вісім годин) люди, які пам'ятали про їжу, мали довші затримки гальмування, ніж учасники контрольної групи, проте після восьми годин обидві групи однаково сповільнювалися. Проте, обидві групи реагували тим точніше, чим більше часу пройшло з моменту останнього приймання їжі. Це дослідження вказує на те, що (а) процеси когнітивного контролю залучені з перших годин голодування і піддаються маніпуляціям, і (б) після кількох годин голодування, незалежно від того, нагадували їм про їжу чи ні, людям потрібно більше часу, щоб відрізнити правильні відповіді від неправильних, але вони реагують більш точно.

## Правила пісника
Лінгвістично слово «піст» в арабській мові означає безумовне «утримання» (імсак) від будь-якої дії чи слова протягом будь-якого часу. Згідно зі Священним Законом, піст — це акт:
1. утримання від введення будь-яких предметів в порожнину тіла;
2. відмова від статевого життя;
3. утримання від аморальних вчинків, таких як лихослів'я;
4. від часу сходу сонця до моменту заходу;

«Утримання від сексуальної активності» включає фактичний статевий акт і сім'явипорскування, викликане прелюдією. «Утримання від внесення будь-яких предметів у порожнину тіла» стосується дій, пов'язаних із введенням їжі, напоїв або ліків у порожнину тіла, незалежно від того, чи є це типовим предметом, який можна ввести в порожнину тіла, чи ні. Потрапляння будь-якої з цих речовин у порожнину тіла означає, що речовина потрапляє в горло, кишківник, шлунок або мозок через ніс, горло, статеві органи чи задній прохід або відкриті рани. «Навмисно чи випадково» виключає забуті акти їжі, пиття чи сексуальної активності. «Від того часу, як сонце починає сходити, до того часу, коли сонце заходить» належить до справжнього настання часу Фаджру до настання часу Магрібу. «Супроводжується наміром постити» означає, що людина повинна мати намір постити, щоб розрізнити, чи справді вона виконує акт поклоніння, чи ні, коли вона утримується від їжі, пиття чи статевого акту. Наприклад, якщо хтось просто тримається трохи далі від їжі, напоїв або сексуальної активності без наміру постити, то цей піст недійсний і не зараховується. «Від осіб, яким дозволено поститися» означає, що людина повинна бути вільна від ситуації, яка б перешкоджала дійсності посту, наприклад, менструація або лохії (післяпологова кровотеча). [Шурунбулалі, Маракі аль-Фалах; Ала ад-Дін Абідін, аль-Хадійя аль-Алайя; Шурунбулалі Імдад аль-Фаттах]. Крім статевих стосунків з чоловіком або будь-ким, також суворо заборонена під час посту мастурбація. Цей вчинок незмінно порушує піст, і людина, яка його вчинила, повинна буде покаятися перед Аллахом і згодом надолужити цей піст.

## Конфесійні розбіжності

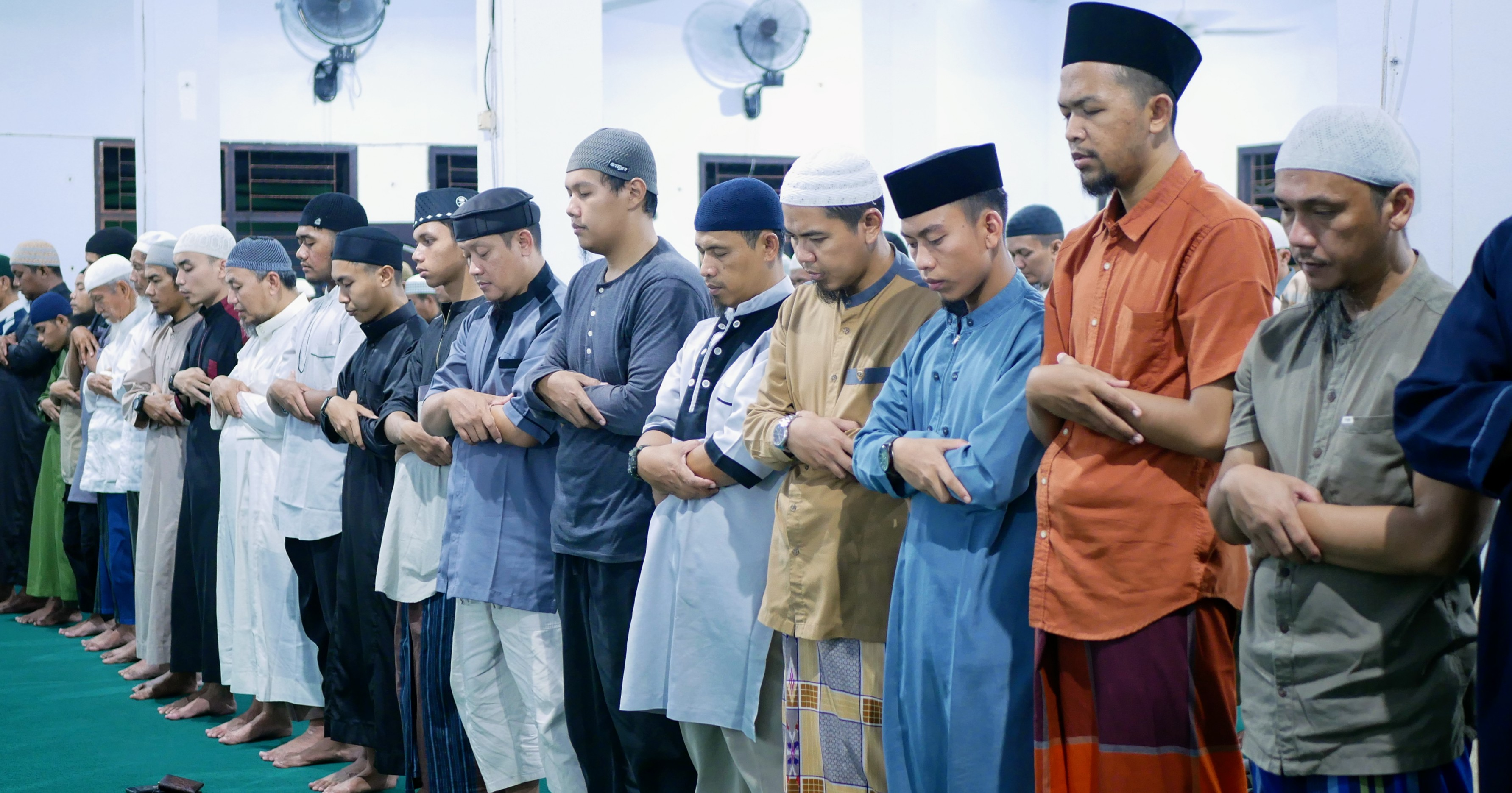
Під час Рамадану мусульмани здійснюють нічні молитви

Здебільшого суніти та шиїти святкують Рамадан однаково, але є деякі відмінності. По-перше, суніти розговляються на заході сонця, коли сонця вже не видно, але на небі все ще світить. Однак для шиїтів вони чекають розриву після того, як повністю стемніє. Мусульмани-шиїти також спостерігають за додатковими подіями, яких суніти не спостерігають. Вони три дні траурують (19, 20 і 21 числа), щоб вшанувати пам'ять Алі, зятя Магомета і першого імама шиїтів, якого вбив Абд аль-Рахман ібн Мульджам.
Мусульмани-суфії мають деякі варіанти того, як вони святкують Рамадан і що він для них означає. Під час посту вони дотримуються тих самих правил, але опівночі читають додаткові молитви. Практика, яку вони виконують, називається Зікр, коли вони повторюють ім'я Бога 99 разів. Це робиться тому, що вони хочуть показати свою любов до Бога і шукають особистих стосунків з Богом, а не бояться Божого гніву.

## Рамазан-байрам
Ісламське свято Рамазан-байрам (араб. عيد الفطر) знаменує кінець ісламського посту місяця Рамадан.